# The Feminist Art Journal
The Feminist Art Journal fue una revista estadounidense, publicada trimestralmente desde 1972 hasta 1977. Fue la primera revista estable y ampliamente leída que cubría el arte feminista. En el momento de su última publicación, tuvo una tirada de ocho mil ejemplares; y se imprimieron diez mil ejemplares de la última edición.

## Historia
El Feminist Art Journal se inició en 1972, en Nueva York, por varias mujeres involucradas en el movimiento artístico feminista estadounidense, entre ellas, Cindy Nemser, Patricia Mainardi e Irene Moss. Las tres mujeres crearon la revista después de haber formado parte del personal de Women and Art, una publicación financiada por Redstocking ArtistsWomen and Art pretendía abarcar los temas relacionados con el movimiento artístico de mujeres, pero solo se llegó a publicar un número debido a las discusiones internas del personal. Las tres editoras fundaron The Feminist Art Journal con tres objetivos declarados: 
- Ser la voz de las mujeres artistas en el mundo del arte;

- mejorar la situación de todas las mujeres artistas; y

- denunciar la explotación y discriminación sexista.[6]

En 1972, Cindy Nemser se convirtió en la única editora de la revista; y en 1975 su marido se incorporó como coeditor. La mayoría de los artículos escritos en The Feminist Art Journal fueron escritos por mujeres. Algunos de los colaboradores destacados de la revista fueron Faith Ringgold, Marcia Tucker, Howardena Pindell y Faith Bromberg.
Durante sus cinco años de duración, The Feminist Art Journal publicó entrevistas con mujeres artistas de vanguardia e incluyó artículos de escritura creativa y ensayos de historia del arte para mantener la diversidad del contenido. Las artistas destacadas trabajaron en todos los medios y se publicaron más de veinte perfiles históricos de figuras femeninas en el arte. Los artículos incluían tanto una reseña moderna y positiva de la obra de la artista, como una sección biográfica que incluía el motivo por el que la artista era considerada. The Feminist Art Journal también se utilizó como un espacio en donde se denunciaba la discriminación de género dentro del mundo del arte. En las dos primeras ediciones, apareció en la revista una columna llamada Male Chauvinist Exposé (Presentación machista). Tanto las personas individuales como las instituciones, que abarcaban periódicos, museos y universidades, fueron denunciadas por su lenguaje y acciones sexistas.
Con el tiempo, las exposiciones de la publicación disminuyeron ya que se centraron en artistas femeninas vivas. Las entrevistas realizadas por Feminist Art Journal abarcaban la infancia, la carrera, la educación, las influencias, el equilibrio entre género y carrera de la artista e incluso cualquier relación con un artista hombre.
En 1975, en un intento de atraer más lectores a la publicación durante una época de problemas financieros, Cindy Nemser cambió el formato de la revista de un estilo tabloide a uno más tradicional en el que se incluían anuncios dentro de la revista. Este cambio no ayudó a la supervivencia de la revista que cerró por sus problemas financieros. En una entrevista, Patricia Mainardi afirmó que revistas como The Feminist Art Journal vieron su desaparición porque alcanzaron sus objetivos. Tras el éxito obtenido por publicaciones como The Feminist Art Journal, se presionó a otras publicaciones convencionales para que prestaran atención a las mujeres artistas, por lo que las revistas dedicadas específicamente a las mujeres artistas se devaluaron.

## Artistas destacadas
- Marie de Médici - Mecenas de arte
- Natalia Goncharova - Artista
- Harriet Hosmer - Artista
- Gertrude Käsebier - Artista
- Yvonne Rainer - Artista
- Janet Fish -Artista
- Barbara Hepworth - Artista